# Südlicher Neuguinea-Filander

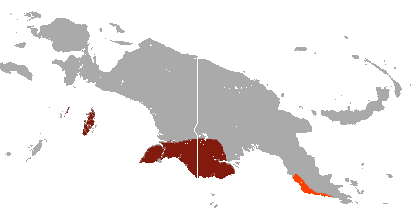
Verbreitungskarte des Südlichen Neuguinea-Filanders

Der Südliche Neuguinea-Filander (Thylogale brunii) ist eine Känguruart aus der Gattung der Filander (Thylogale). Zusammen mit Thylogale browni, Thylogale calabyi und Thylogale lanatus wurde es früher als Neuguinea-Filander zusammengefasst.
Der Artzusatz im wissenschaftlichen Namen ehrt den niederländischen Maler Cornelis de Bruyn. Er veröffentlichte 1714 als einer der ersten Europäer eine Zeichnung eines Kängurus, das er in den Gärten des Gouverneurs von Batavia gesehen hatte.
Diese Tiere sind relativ kleine Vertreter der Kängurus mit einem stämmigen Körperbau. Wie bei den meisten Kängurus sind die Hinterbeine deutlich länger als die Vorderbeine, der Schwanz ist relativ kurz und spärlich behaart. Das Fell ist in einem dunklen Graubraun gefärbt, die Unterseite ist deutlich heller. Am Gesicht und an den Hüften sind weiße Streifen vorhanden.
Der Südliche Neuguinea-Filander lebt im Süden der Insel Neuguinea sowie auf den vorgelagerten Kai-Inseln und Aru-Inseln, die Bestände auf diesen Inseln sind aber möglicherweise auf menschliche Ansiedlungen zurückzuführen. Früher kam die Art auch im südöstlichen Neuguinea, in der Region um Port Moresby vor, die Bestände dort sind aber erloschen. Lebensraum dieser Tiere sind vorwiegend Regenwälder und Regenwald-Savannen-Mischgebiete.
Über die Lebensweise dieser Tiere ist wenig bekannt. Sie sind nachtaktiv und schlafen tagsüber im dichten Unterholz verborgen. In der Nacht begeben sie sich auf Nahrungssuche, wobei sie sich häufig auf grasbewachsenen Flächen nahe dem Waldrand aufhalten. Sie sind Pflanzenfresser, die Gräser und Blätter zu sich nehmen.
Gebietsweise wird der Südliche Neuguinea-Filander stark wegen seines Fleisches mit Hunden gejagt. Diese Bejagung führte zum Verschwinden der Tiere aus dem südöstlichen Neuguinea, auch andernorts gehen die Bestände zurück. Die IUCN schätzt, dass in den nächsten 15 bis 20 Jahren die Gesamtpopulation um 30 % zurückgehen wird und listet die Art als „gefährdet“ (vulnerable).
In Deutschland wird die Art in Magdeburg und dem Tierpark Berlin gehalten. Darüber hinaus gibt es u. a. Bestände in Belgien, Frankreich und den Niederlanden.

## Belege
1. ↑  Beolens, Watkins & Grayson: The Eponym Dictionary of Mammals. Johns Hopkins University Press, Baltimore 2009, ISBN 978-0-8018-9304-9, S. 60–61 (Bruijn, C.).
2. ↑    ZTL 10.6.